# Міранда («Буря»)
Міранда — героїня Шекспірівської п'єси «Буря».
Міранда — це вродлива донька старого герцога Просперо.

## Характер
Характер Міранди дуже жіночний. Вона вродлива, скромна й ніжна; ці риси виражають все її буття, внутрішнє і зовнішнє, вони є квінтесенцією її сутності. Вона так дивовижно проста і чиста, що здається неземною. Порівнюючи якусь іншу жінку з Мірандою — хай це буде навіть одна з найпрекрасніших творінь Шекспіра, ми побачимо, що жодна з них не могла би зрівнятися з нею; кожна здаватиметься дещо грубою чи несправжньою в безпосередньому порівнянні цим чистим дитям природи, цією «Євою з завороженого Раю».
О, як я страждала,
Узрівши муки інших!''
(Дія перша, Сцена 2)

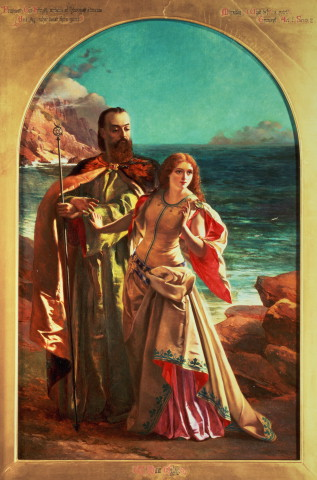
«Міранда з Просперо»
Вільям Мо Іглі

Проте, хоча вона й думала, як наївна дівчинка, вона також проявляє неабияку силу. Наприклад, в цьому уривку, який багато редакторів подали як слова Просперо (зокрема і в наведеному нижче перекладі), вона втрачає свою звичайну пасивну роль, лаючи Калібана:
Тебе ніяка ласка не бере,
Лише на зло ти здатен. Я спочатку
Тебе жалів, навчав тебе невпинно,
Як називати речі. Ти ж, дикун,
Не знав нічого і лише ревів,
Мов дикий звір. Тебе навчив я мови,
Щоб міг ти висловить свої бажання.
Тепер ти розумніший став, проте
Є щось таке в твоїй натурі підлій,
Чого не можуть знести чесні люди.
Я через це замкнув тебе в печері,
Та й по заслузі: ти-бо заробив
Ще тяжчої покари, ніж тюрма.
(Дія перша, Сцена 2)
Міранда також кидає виклик своєму батьку, коли просить за тих, хто на кораблі, сказавши йому:
«Якби була всесильним богом я,
То звергла б море у земні безодні,
Щоб врятувать нещасний корабель,
А з ним і бідні душі.»

## Інші інтерпретації
- Міранда Шекспіра виступає як оповідач і головний герой трилогії «Дочка Просперо» у фантастичних романах Л. Джейгі Лемплайтер;
- Міранда — один з супутників Урану, названий на честь героїні Шекспіра. Уран має також інші супутники, названі іменами шекспірівських персонажів.